# Wattenwil
Wattenwil es una comuna suiza del cantón de Berna, situada en el distrito administrativo de Thun. Limita al norte con las comunas de Riggisberg y Burgistein, al este con Gurzelen y Forst-Längenbühl, al sur con Blumenstein, y al oeste de nuevo con Riggisberg.
Hasta el 31 de diciembre de 2009 situada en el distrito de Seftigen.